# NGC 7439
NGC 7439 је спирална галаксија у сазвежђу Пегаз која се налази на NGC листи објеката дубоког неба.
Деклинација објекта је + 29° 13' 44" а ректасцензија 22h 58m 9,9s. Привидна величина (магнитуда) објекта NGC 7439 износи 13,9 а фотографска магнитуда 14,9. NGC 7439 је још познат и под ознакама UGC 12273, MCG 5-54-21, CGCG 496-27, NPM1G +28.0471, PGC 70134.